# 今昔続百鬼――雲
『今昔続百鬼――雲』（こんじゃくぞくひゃっき くも）は、講談社から刊行されている京極夏彦の妖怪探偵小説集。百鬼夜行シリーズの「番外編」となる4作品を集めたミステリー中編集。副題は『多々良先生行状記』。タイトルは鳥山石燕の画集『今昔画図続百鬼』から採られている。

## 出版経緯
- 2001年（平成13年）11月　講談社ノベルスより探偵小説『今昔続百鬼――雲』刊行
- 2006年（平成18年）6月　『今昔続百鬼――雲』が講談社文庫より刊行

## 概要
「百鬼夜行シリーズ」でも登場している人物・多々良勝五郎と沼上蓮次を主人公とした中編集である。妖怪伝承のためのフィールドワークの旅先で出会う妖怪に絡んだミステリーをコメディタッチで描いており、事件に首を突っ込んだ多々良の的外れな推理がなぜか当たってしまう というのが基本の流れ。同シリーズから他に中禅寺秋彦や里村紘市、伊庭銀四郎が登場。昭和25年初夏から昭和26年秋までの出来事で、掲載作品の時系列としては『姑獲鳥の夏』以前の話である。ノベルス版の挿絵はマンガ家のふくやまけいこ。

## 主要登場人物
多々良 勝五郎（たたら かつごろう）
本作の主人公。在野の民俗学者。妖怪伝承を収集・研究している妖怪研究家。外見は「寸詰まりの菊池寛」に例えられ、寝癖のついた髪をしていて小柄で太っており、小さな眼鏡をかけている。
元々は理系で建築を学んでいたが、神社仏閣などの宗教的建造物の測量をしていた時に信仰の奥深さに目覚め、信心ではなく研究へ興味が向かい、昭和15年に妖怪研究に専念することを決意した。死ぬ瞬間まで妖怪のことを考え続け、命と引き換えに妖怪の秘密を教えてくれるなら喜んで死ぬ、と豪語する程に妖怪研究に懸ける熱意は強い。ただ、偉い先生に師事した訳でもなく、閥もない上に、在野の研究者としても異端なのでアカデミズムとは馴染まない。力学・天文・気象に詳しく、古文・漢文・梵字を読みこなすほか、文献学、歴史学、考古学、最新の精神神経医学まで学んでいる。以前タロウカードの研究をしていたことがあり、その関連でイカサマにも詳しい（ただし自分ができるわけではない）。宝塚の少女歌劇が好き。官幣社以外の変な社まで識っている中禅寺程ではないが神社にも詳しく、一宮と総社は総て覚えている。
大陸の妖怪の研究が専門。第一論文として山中に現れる独眼独脚妖怪の起源を考察した「一つ目一本足妖怪の起源に就いて」を執筆して以来、長い間大陸の妖怪と日本の妖怪の関わりについて研究を続けている。大陸のお化けを具に調べて日本のお化けと比較し、その変遷具合から、どのようにして、いつの時代に、どんな経路でどんな文化が日本に渡ってきたのか、更に何が日本の本質（オリジナル）なのか、どこが模倣なのかを理解しようとしていて、妖怪達の要素を細かく手繰って体系化することで、妖怪が複雑な進化や退化や融合や分裂を繰り返して来た理由を知りたいと思っている。そのため、共産主義に異を称える訳ではないが、中国が過去の宗教や儀礼を切り捨てて変貌していくことに若干の懸念と危惧を持っている。関連して、全く異なった文化圏で酷似した象徴が用いられている理由も知りたいと思っている。また、宝物の「畫圖百鬼夜行」シリーズをどこへ行くにも持ち歩いており、最近は鳥山石燕の妖怪画に隠された様々な隠喩暗喩を読み解くことを課題にしている。なお、怪異の研究者として、怪異は解らないものだが複雑なだけで必ず理由があり、子細を明確にして行くと殆どが言説に解体されるとは思っているものの、言説と云う境界の外側に神秘な領域と云うのはあると思っている。
現地調査を重要視しており、沼上を相棒として各地へ妖怪研究旅行をする。沼上からは「センセイ」と呼ばれている。初対面の相手の名前はまず覚える気がなく、会話に困ると取り敢えず記憶している名前として、普段から側にいる沼上の「ぬ」を連呼する癖がある。集中力が異様に発達していて、どんな状況であろうとも猪突猛進で突っ走り、妖と怪の2文字がくっついていれば何にでも首を突っ込もうとするので、旅先で妖怪への興味のおもむくままに怪事件にまで首をつっこんでは困ったことになるのだが、全く懲りない。基本的に妖怪のことしか考えていないのだが、その考察が何故か事件の真相と合致して勝手に解決してしまう。そのために真相を見破ったと云う自覚は全くなく、謎を解き明かした張本人でありながら、解決後に沼上から経緯を説明されて漸く事態を把握するのがお約束。沼上が「迷惑の国から迷惑を広めに来た迷惑の王」と云うほど困った人物だが、迷惑しかかけず反省もしない榎木津とは違い、自分も同じだけ苦しい目に遭い、足りずとも懲りずとも一応反省めいたことはする。
初対面の相手だろうと構わず妖怪談議を切り出す癖があり、饒舌で話し始めると止まらなくなる質なので、妖怪に全く関心を示さなければ不心得だと奮起して説教を始め、関心を示せば示したで蜿蜿と語り続ける。悪漢に刃物を突きつけられようと相手に妖怪のことを語ると宣言しており、旅先で事件に巻き込まれて取り調べを受ける時でも警察官相手に妖怪談議を始めるので、いつも相手を怒らせてしまい、愛嬌も愛想もなく、口調も表情も怒っているようにしか感じられないのが相手の怒りに火を注ぐ。変人だが碩学なので最後まで話を聞けば真意が分かるのだが、一般常識や社会通念のようなものに対してだけは何の興味も持っておらず、知識と知識の接続の仕方が独創的で話の総体や輪郭、論旨が判りにくく、しかも途中で相手を叱ることもあるので、戸惑った相手に会話を途中で切り上げられて結果意味不明になることも多い。また、方向感覚は確かだが、道を無視して現在位置と目的地を直線で結んだ方角に進むせいでよく迷い、経済感覚と計画性がないので何度か山中で無一文になり遭難寸前の目に遭っており、気象にも詳しいので天気予報もはずさないが、山の天気だけは判らないので山中で遭難するとあまり役に立たない。
シリーズ本編では『塗仏の宴』に登場。同好の士は中禅寺を含めて数名で、研究しても発表の場がなく、載せてくれる媒体もないと云う悩みを抱えていたのだが、昭和28年6月から稀譚社の科学雑誌「稀譚月報」にて、性質や伝承が失われた妖怪変化について考察する「失われた妖怪たち」という小論文を連載している。本作の『古庫裏婆』を経て京極堂とは友人になり、彼の妹の敦子が担当編集になっている。『今昔百鬼拾遺 河童』でも登場する。
作者の友人・多田克己がモデルになっている人物。
沼上 蓮次（ぬまがみ れんじ）
本作の語り手。『岸涯小僧』時点で30歳前後。伝説探訪家を自称する好事家で、特に石や岩に纏わる伝説に興味を持つ。
戦前は左官をしていて、柳田國男の「傳說」を読んだことがきっかけで伝説・昔話・言い伝え・お化けに興味を持ち、独学で民俗学を勉強していた。同好の士らと共に同人誌「迷ひ家」を創刊し、柳田國男の講演先で多々良と出会った。大戦では徴兵され、復員を果たすも同人誌仲間は離散。上野の闇市で働いていたところに、多々良と再会し、彼の斡旋で印刷所に就職した。以後、多々良の困った言動に振り回され、始終ケンカをし、文句を言いながらも、彼の研究旅行に同行している。
襯衣の上から刺し子の半纏を着て、兵隊服のズボンに兵隊靴か雪駄履きという、北国の漁師のような珍妙な格好をしている。復員後も軍隊生活で快適だと気付いた坊主頭のままなので、しばしば僧侶の役を振られるが、芝居っ気があり艶っぽい渋みのある声で話すので中々見事に演じてみせる。
非常識な妖怪好きの好事家の中では珍しい常識側に寄った人物で、深海の阿古屋貝のように口が堅い。どちらかと云うと無鉄砲な種類の人間だが、勝負事の時と多々良が関わることを除けば平素は至って温厚。卑怯なことは嫌いだが、決して争いごとを好む質ではなく、一時の感情の高ぶりに成り行きを任せるのは危険だからと逆上しないように心掛けており、自分に非があると悟れば無理に我を通さず、信念を曲げてでも凡てを肚に呑み込み、すぐに謝り反省する。周囲に対してできる限りの配慮をしているつもりだが、多々良からすれば我は強いが意思が弱く周囲に合わせて日和っているように見えている。寛大かつ寛容な性格だと自負しているが、多々良の言動に対しては時折殺意を抱く程に肚を立てる。
金魚好き。直属の上官が香具師で古参兵に元やくざもいたので戦地では花札を盛んにしており、復員後は闇屋の手先としてデンスケ賭博のサクラをやらされていた経験から、花札に関しては結構強く、賽ころの半丁も勝率6〜7割で当てる。東京育ちで、その所為なのか郷里に対する執着心を強く持てない。
熱血すぎる性格が災いして多々良が首を突っ込んだ事件に幾度となく巻き込まれており、時には命の危険に晒される程の酷い目に遭う。
シリーズの中では『百器徒然袋――風』の「五徳猫」に登場しており、「稀譚月報」での記事掲載が決まっている。
作者の友人・村上健司がモデルになっている人物。
村木 富美（むらき ふみ）
山梨県の山奥の村に住む、眼の大きなお下げの可愛い少女。聡明で快活。『岸崖小僧』の事件の際に、多々良と沼上と出会う。ふたりに出会ったときは16歳だった。
幼少期に両親が死亡、肉親であった祖父母も8年前に亡くなり、祖父母の親友であった村木作左衛門の養女となる。学校には通っていないが、養父の趣味に自らも興味を持って付き合っていて、妖怪に関する知識が豊富なだけでなく、江戸の読み本なども難なく読みこなす。家では飼っている番犬達の世話などをしている。
養父からふたりの研究の役に立つよう厳命されているため、以後も主に貧乏なのに経済感覚に欠けるふたりを助けるために登場する。そして『古庫裏婆』以外の各事件の総括をする役割を担っている。

## 岸崖小僧
昭和25年の初夏、甲府に研究旅行していたふたりは、川辺で大きな水音と「カッパ」と呼ぶ声を耳にする。その声に引かれて川に入っていたふたりは、妖怪好きの地主親子に出会う。小説現代2000／1月号増刊メフィスト掲載。

### 登場人物
村木 作左衛門（むらき さくざえもん）
山梨県のとある山合いの村に住む農家の老人。村の土地の半分以上を所有し、山も3つばかり持っている素封家であり、地代と山林の齎す収入で十分悠々自適に生活出来る。村木富美の養父。
客がお化け好きなら大喜びで泊めてご馳走してくれるくらいの妖怪好きとして近在一帯まで知れ渡る人物で、「妖怪爺ぃ」などと呼ばれている。また、仮名草子や洒落本などの江戸期の珍本を大量に所有している。銀行に行ったことがないので預金はないが、土地の権利書や遺言状などの書類を守るために番犬を6匹も飼っており、その犬にも妖怪の名前を付けている。
30年以上前に離縁した妻が連れて行った息子が2人いるが、終戦の直後、自身が大病を患った際に看病もせず財産分与の相談に明け暮れていたのを見て愛想を尽かし、全財産を養女の富美に譲ると宣言。恩知らずの親不孝どもに財産は鐚一文譲らないと云う厳しい内容の遺言状を書いたことで村が二分するほどの問題となり、葡萄畑を作りワイン工場を建てようとしている長男に与する推進派からも反対派からも疎まれて、村から孤立している。
多々良のことを日本で唯一高く評価している人物であり、事件後は同好の士であるふたりの妖怪研究のスポンサーとなった。
津坂 平四郎（つさか へいしろう）
隣村に住む作左衛門の友人で、戦後すぐの頃に彼に犬を3匹譲った。川辺にある小舟の中で、噛み傷が無数につき、ししどに濡れた遺体となっていたところを多々良と沼上に発見される。
雁田（かりた）、木村
土地売買推進派の中心人物。雁田は樵で、木村は根付職人。村木老人の長男が進めるワイン工場の企業側代理人を伴って日課のように村木家を訪れ、売買交渉を持ち掛けては犬を嗾けられて追い返される。
山本、中井
土地売買反対派の中心人物。山本は元猟師で、中井は下駄屋。ワイン工場が出来ても何の得もないので、ほぼ日参して書類に判を捺していないか確認しては、富美に嫌味を云って帰っていく。

## 泥田坊
昭和26年の冬、諏訪方面に研究旅行していた多々良と沼上。遭難しかけて辿りついた雪深い見知らぬ山の村は2月7日でコト八日の忌み籠りの真っ最中であったが、ふたりは「～を返せ」という不気味な声を発しながら徘徊する黒い人影を目撃して驚愕する。小説現代2000／5月号増刊メフィスト掲載。

### 登場人物
田岡 太郎（たおか たろう）
田岡吾市の息子。30代半ばの男性。地学、特に地熱利用の研究している。父の女癖が原因の両親の離婚以降は、母親と共に東京で生活していた。しかし、出征中に東京大空襲で死亡した母親のことを伝えるために15年ぶり故郷へ帰り、父に会いに来た。雪山で遭難しかけていたふたりを家に招く。
田岡 吾市（たおか ごいち）
田岡太郎の父。明治の生まれで70歳近い老人。女グセが悪く、村人にもてあまされている。働いて得た金を殆ど遊里に注ぎ込むため家庭では諍いが絶えず、自分を詰る妻を殴りつけていたが、15年前に離婚し一人暮らしをしていた。伊勢と田尾から温泉開発を持ちかけられ、大金が手に入ると乗り気になっている。
伊勢 隆吉（いせ りゅうきち）
田岡吾市の従兄弟。村外れに暮らしている鼻抓み者。飲んだくれで仕事も子育てもせず、田仕事をさせていた妻は数十年前に過労死、3人の息子も戦争前に家を出ている。
田尾 信三（たお しんぞう）
松本在住の温泉掘削師。

## 手の目
「泥田坊」事件が解決したあと、多々良と沼上、そして救援にかけつけてきた富美は、ついでの調査がてらに遠回りして東京に戻ることにした。しかし群馬に足を伸ばした挙句道に迷って、霧積方面に出てしまい、また見知らぬ村で宿泊するはめとなった。村では、男衆が不審な行動をとっており、多々良が首を突っ込んだせいで、今回も一行は渦中に巻き込まれることになる。小説現代2000／9月号増刊メフィスト掲載。

### 登場人物
女将
多々良一行を泊めてくれた旅籠の女将。自分の亭主をはじめとする村の男たちの不審さに頭を痛め、旦那が女遊びに嵌ったものだと思い、富美に愚痴を溢した。
富の市（とみのいち） / 菰田 勘助（こもだ かんすけ）
按摩の座頭。「富の市」は通称で、役場の転入届によれば本名は菰田勘助。65歳。
揉む手は並だが話が上手い。大金持ちの身寄りのない老人を看病した見返りに莫大な財産を相続したと言い、都会の喧騒や贅沢な暮らしに飽きて静かな暮らしを求め、墓場裏の屋敷に引っ越してきた。博打好きで、村の男衆を賭博に誘う。
中井 八兵衛（なかい はちべえ）
村の古老。適度に枯れていて適度に俗っぽい89歳の老人。近隣の習俗や昔話に詳しく、歯がないので聞き取りにくいがよく喋る。自宅を訪問してきた多々良に村で桑作りを禁忌としていること、50年前に禁を破って村に招かれた養蚕技術者の一家に不幸があったことを話した。企業から持ち掛けられた外国人向け保養所計画から村を救うため、盲目の富の市を賭博でカモろうとするが、逆にボロ負けする。
小針 信介（こばり しんすけ）
村の宿屋の主人。富の市との博打の最初に負けて、村中から出資された10万円を総てスッた揚げ句2万円の借金を背負ってしまう。責任を感じて負けを取り戻そうと一念発起し、宿屋の土地と建物の権利書を担保に最後の勝負に挑むがまた負けて、首を吊ろうとした所を偶然多々良に発見され結果的に命を拾う。
滋治（しげはる）
村の粉屋の若旦那で新婚。有志から集めた金を元手に富の市と博打を打って勝つ。
金平（きんぺい）
村の物屋の好色な亭主。富の市と博打を打つが負けが込む。

## 古庫裏婆
昭和26年の秋、東京の蒲田で開催された衛生展示会で、多々良と沼上は旧知の笹田冨与巳と再会する。笹田は、縁戚が騙されて、持ち出されたまま返ってこない優門海上人の即身仏を探しているという。ふたりは興味をひかれ、出羽に向かう。ノベルス版書き下ろし。

### 登場人物
笹田 冨与巳（ささだ とよみ）
沼上も参加していた「迷ひ家」の執筆同人。おかっぱで小太りな20代中頃の青年。執筆同人の中では最年少の当時10代で、河童や槌蛇といった未確認生物に興味を持っていた。父親が真珠の行商をしていたので、仲間内では「真珠」の渾名で呼ばれる。
秋田へ疎開した後、学徒出陣寸前で敗戦になり、1年前に就職して秋田から東京に戻った。父の母方の親戚の実家の寺に祀られていたが、大正時代に窃盗に遭った優門海上人の即身仏を探しており、衛生展示会にて数年ぶりに多々良と沼上に再会したことが、今回の話の発端になった。
優門海上人（ゆうもんかいしょうにん）
秋田にある冨与巳の父親の母方の従姉妹が嫁いだ「優門院」と云う寺で祀られていた即身仏。元々は元蔵と云う名の秋田の小作百姓で、荒くれ者として知られていたが、後に失明して高名な修験者に救われて出家し、湯殿山で修行を積んで霊験を表し、若い頃に迷惑をかけた故郷の村人への恩返しで優門院を建て、衆生済度の願を懸けて湯殿山の仙人沢に籠り、嘉永2年に海号を賜って土中入定したと記録される。3年後に掘り返された後は優門院で秘仏として祀られていたが、大正6、7年頃に優門海上人の弟弟子の孫を騙ったランカイ屋の売僧に貸し出され、以降30年以上も行方不明になっている。
なお、優門海上人の甥の息子だった当時の住職は、騙されたと知って即身仏を追いかけたが見つけられず、怒りすぎて血圧が上がり脳溢血で死去してしまう。そのため、現在は優門院は廃寺扱いで仏事は出来ないが、代わりに祈禱所として冨与巳の親戚が運営し続けており、今も結構人気だと云う。
栗田 周次（くりた しゅうじ）
岩手出身の拝み屋。栗田コウの最初の夫。生前は気は小さいが生真面目で優しい善人で、拝み屋としての腕は良かった。妻のために故郷を追われたが、行いが立派だったために明治10年に廃寺となっていた紫雲院に入る。修行して周海（しゅうかい）と改名した。明治20年に死亡したらしい。
栗田 コウ（くりた こう）
栗田周次の妻であった老婆。見た目は大変な老婆だが、今年で88歳という年齢の割には矍鑠としている。夫の死後も紫雲院を守っており、山を訪れる者を出自に関わらず凡て受け入れている。
栗田 要次（くりた ようじ）
栗田コウの息子である初老の男。
笠倉 新海（かさくら しんかい）
紫雲院2代目住職で栗田コウの2人目の夫。一度はお山で修行を積んだが途中で挫折し、寺が潰れて喰いはぐれたため、紫雲院に入るまでは興行師の真似事をして金を稼いでいた。寺で発見した古文書によって敷地内に埋まっていた周門海上人の即身仏を発掘したというが、ぐうたらで知られ、いつの間にか姿を消していた。
今田 相順（いまだ そうじゅん）
紫雲院の3代目住職。若い頃に即身仏を祀る寺で修行していた。新海の失踪後に住職となるが、いつの間にか居なくなっていた。
浅野 六次（あさの ろくじ）
木賃宿でふたりと同室になった男。無料で宿泊できる宿坊があると紫雲院を紹介し、ふたりをしこたま酔わせた後で荷物と金を全て奪って翌朝早くに宿を離れた。
山浦 匡太郎（やまうら まさたろう）
紫雲院隣町の隠居で蔵書家。鬱病の気があり、予々出家したいと溢していた。2年半前の昭和23年ごろにお山に御参りしようと隣町へ出掛け、突然行場に籠って修行するから生活費を送るよう紫雲院から手紙が届く。1年間は要求通りに送金していたが、不審に思った家族が寺に尋ねても知らないと返答されて発見できず、以降は行方不明となる。それから1年半後に蔵書の処分に困った親族が青森の陸奥書房に連絡し、そこから同業者の中禅寺に相談が行った。
中禅寺 秋彦（ちゅうぜんじ あきひこ）
中野の古書肆。陸奥書房の店主から行方不明の蔵書家の蔵書の処分について相談を受け、当地に赴いていた。のちにふたりの友人となる。
伊庭 銀四郎（いば ぎんしろう）
東京警視庁の警部補。戦前は国家警察長野県本部所属だった。衛生展示会に出展されていた優門海上人の即身仏に疑惑が持ち上がったため、里村紘市とともに出羽に赴く。
『陰摩羅鬼の瑕』にも登場する。
里村 紘市（さとむら こういち）
中禅寺の知人の医者で、温厚な解剖マニア。自身でも医院を開業しているが、警察の監察医も務めている外科医。周門海上人の遺体修復を依頼され、伊庭に連れられ出羽へ向かう。

## 用語
紫雲院（しうんいん）
湯殿山の本道寺側の町外れにある、半俗半僧の修行者が開いた行人寺の一つ。寺と云えば寺だが、門も塀も農家のそれに近く、裏手には即身仏を埋める「かろうと」がある。
明治の神仏分離令を受けて神社にも寺にもなることが出来ず、檀家信徒が居なくなり住職も去ったことで廃寺になったが、明治10年に岩手から来た粟田周海・コウ夫妻が寺を任され再興した。周海の死後に2代目住職となった笠倉新海が偶然発掘した周門海上人の即身仏を本尊として祀っている。後に本堂下から発見された縁起書によると、上人は慶応元年に入定したとされ、明治維新のごたごたで発掘が遅れているうちに法整備されて発掘出来なくなっていたのだと云う。その後、2代目は失踪、3代目となった今田相順も居なくなり、それ以降は住職の代わりにコウが寺を守っている。
出羽三山信仰から発生した新興宗教の拠点に近く、雨乞いや病治しなどにそれなりの霊験があるとされ、祈禱や願掛けの効能を人伝てに聞いた各地の人々が集まって来る。一文なしでも乞食でも分け隔てなく泊めてくれるが、逃亡中の犯罪者や指名手配犯のようなならず者まで分け隔てないので、警察も対応に苦慮している。